# Ulkokalla, Kalajoki
Ulkokalla är ett utskär i Bottenviken med en angöringsfyr, Ulkokalla fyr. Det ligger i Kalajoki kommun vid farleden till Brahestad, omkring 65 kilometer sydväst om staden. Bostadsbyggnaderna på Ulkokalla används numera för inkvartering och konferenser. Ulkokalla och den närliggande Maakalla benämns Kallankari-öarna. Ön är 4 hektar och dess största längd är 470 meter i sydöst-nordvästlig riktning.